# Arc-lès-Gray
Arc-lès-Gray är en kommun i departementet Haute-Saône i regionen Bourgogne-Franche-Comté i östra Frankrike. Kommunen ligger i kantonen Gray som tillhör arrondissementet Vesoul. År 2022 hade Arc-lès-Gray 2 410 invånare.

## Befolkningsutveckling
Antalet invånare i kommunen Arc-lès-Gray
| Referens: INSEE |